# Synagoga w Radziejowie
Synagoga w Radziejowie – radziejowska synagoga została wybudowana w 1938 roku. Mieściła się przy ulicy Objezdnej. Była kryta blachą. Nazywana była "Domem Racheli". W czasie okupacji hitlerowskiej 8 listopada 1939 uległa spaleniu. Niemcy odpowiedzialnością za zniszczenie obarczyli Żydów. Obecnie nie istnieje.